# Vekky
Vekky est un arrondissement situé dans le département de l'Atlantique au Bénin. Cet arrondissement est sous la juridiction de la commune de Sô-Ava.

## Localisation
Vekky occupe plus précisément la basse vallée du fleuve Ouémé et de la rivière Sô. Selon le recensement général de la population et de l'habitat de 2002 initié par l' Insae, l'arrondissement de vekky couvre une superficie de 209Km2 . Il a pour commune limitrophes Adjohoun et Dangbo, au sud par la commune de Cotonou, à l'est par la commune des Aguégués et enfin à l'ouest par la commune d'Abomey -Calavi. Selon le recensement de 2012, Vekky compte 12 villages. En 2013, après un nouveau recensement, la population de vekky s'élève à 29 476 habitants,,,,.   

## Histoire
C'est au 17e siècle, à la suite des razzias perpétrées par le royaume d'Abomey et celui d'Oyo en quête d'esclaves, que les premiers habitants qui cherchent à se protéger s'installent à vekky.

## Galerie

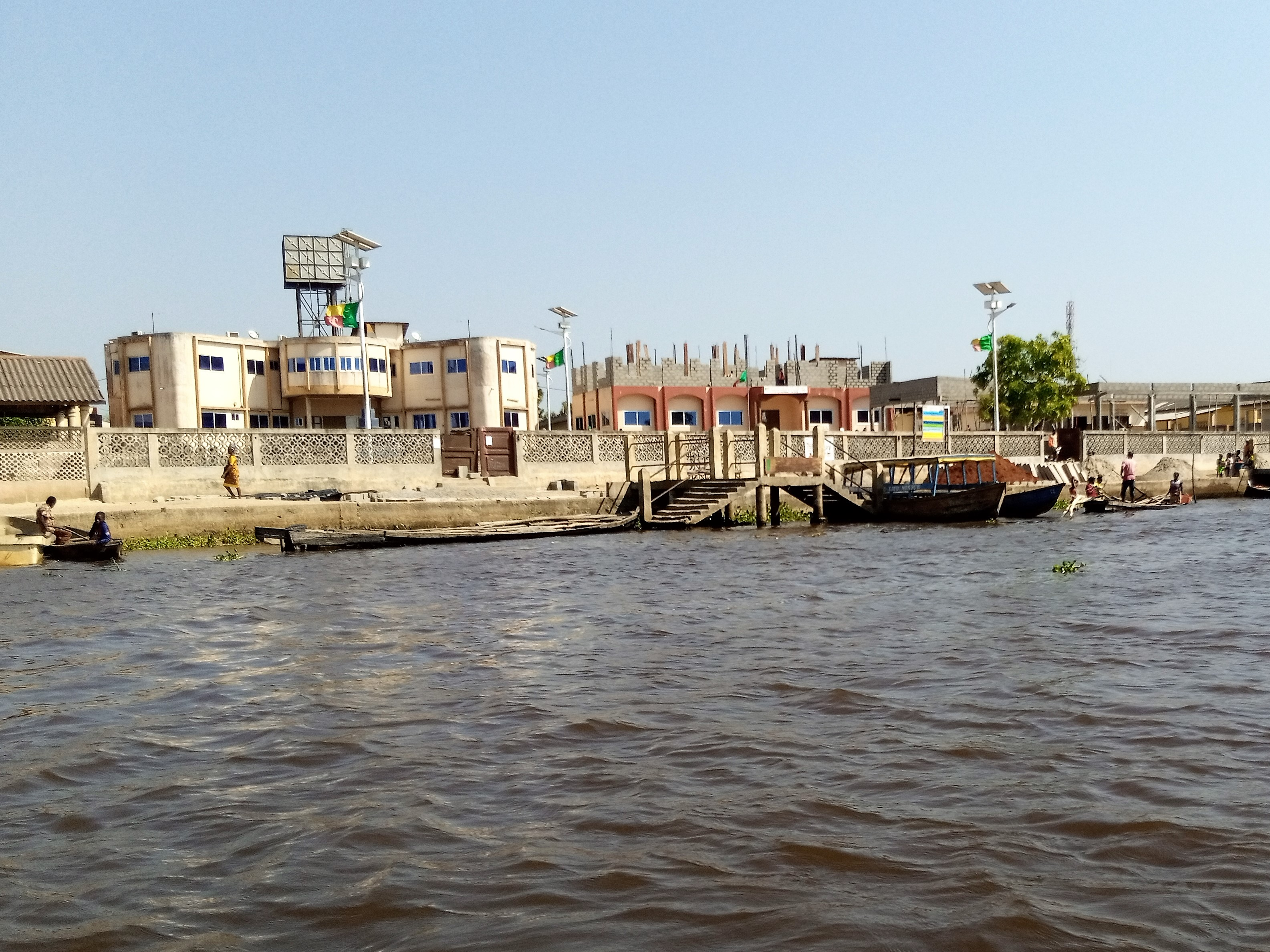
Vue d'une de la mairie de Sô-Ava au Bénin
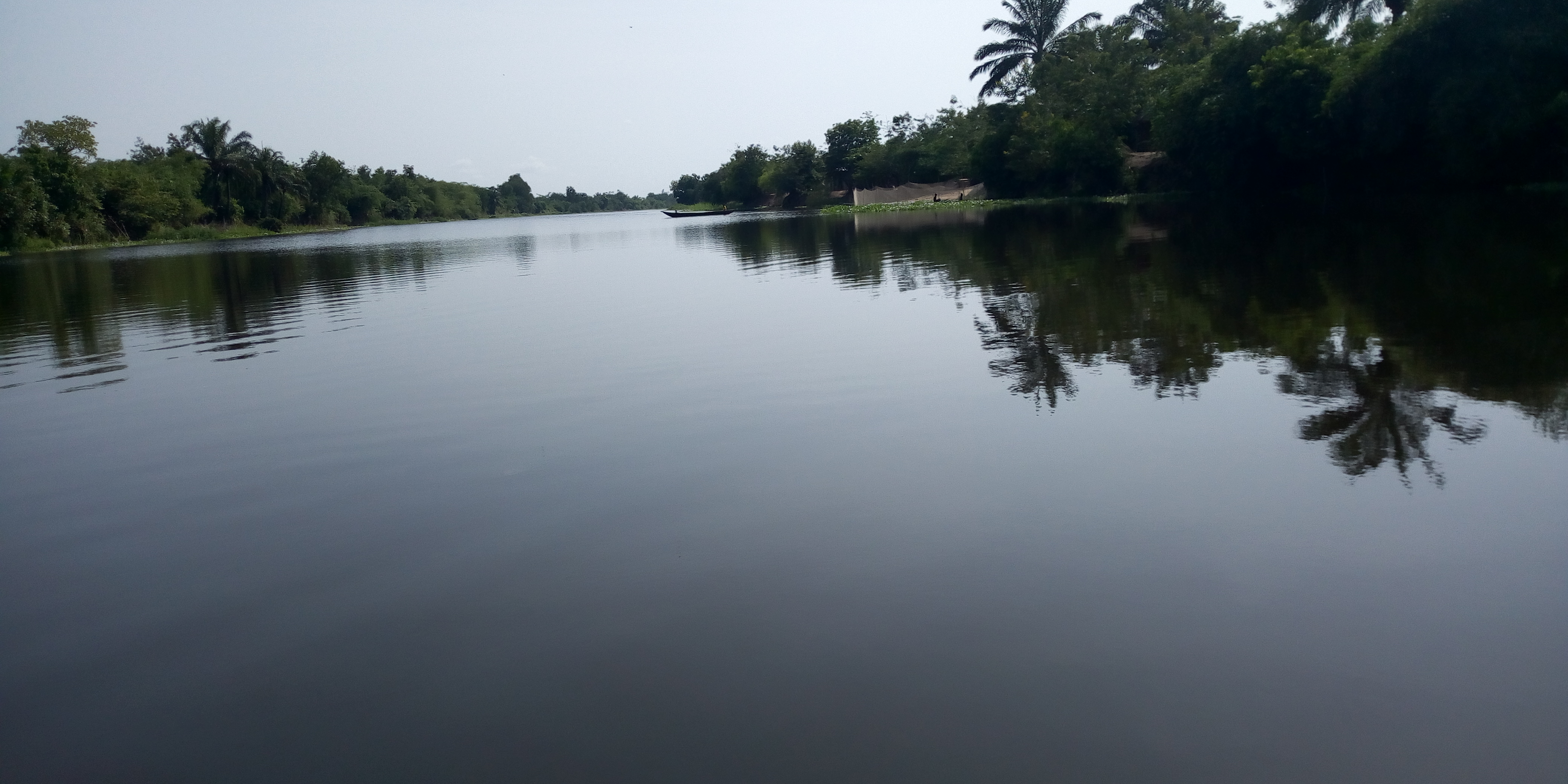
Vue du fleuve Sô
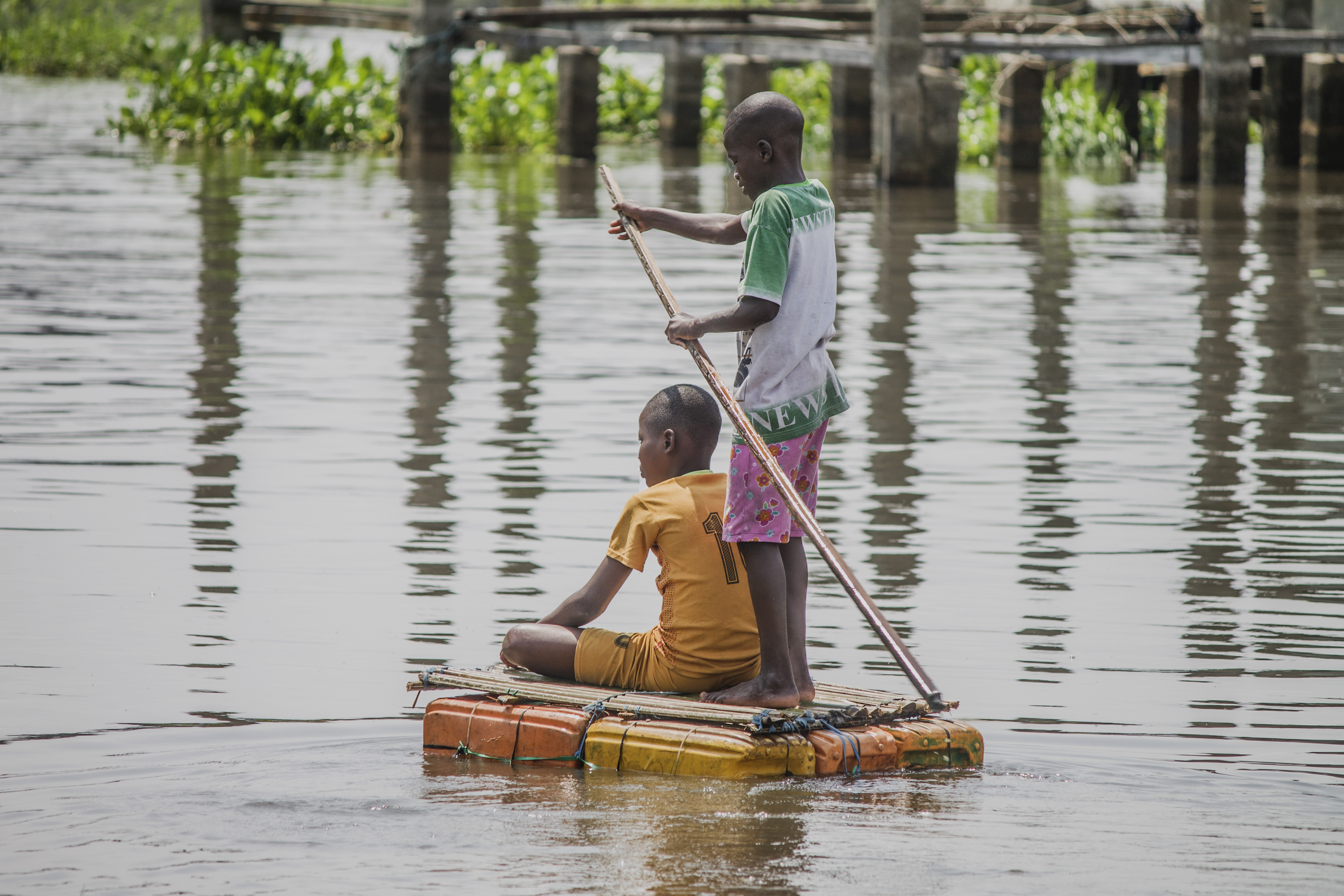
Des enfants traversant le fleuve Sô
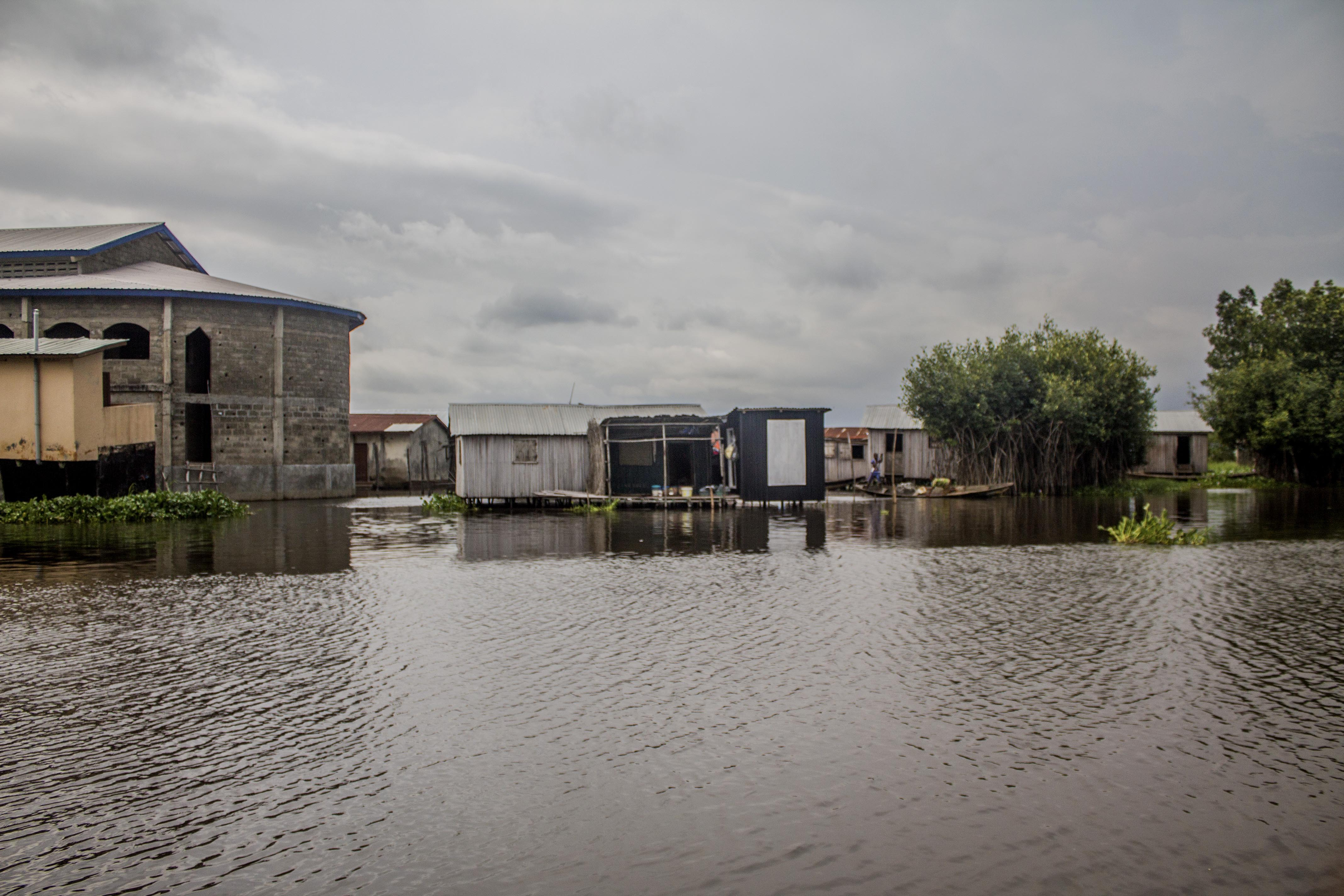
Vue de Sô-Ava